# 粧美堂
粧美堂株式会社（しょうびどう）は、東京都港区港南と大阪府大阪市北区西天満に本社（登記上の本店は東京都港区港南）を置く化粧品・雑貨などの販売を行う企業である。

## 概要
1948年（昭和23年）10月に大阪市東区博労町で創業し、翌年の1949年（昭和24年）12月に会社を設立。
粧美堂は化粧品・化粧雑貨、服飾雑貨、キャラクター雑貨、カラーレンズを中心としたコンタクトレンズ関連などの商品を国内大手の小売業向けにOEMで供給しており、2011年（平成23年）9月には東京証券取引所市場第一部銘柄に指定された。

## 沿革
- 1948年（昭和23年）10月 - 創業[2]。
- 1949年（昭和24年）12月 - 設立[2]。
- 1985年（昭和60年） - 東京粧美堂株式会社を設立。
- 2006年（平成18年）1月 - 会社名を「SHO-BI Corporation 株式会社」に変更[2]。
- 2006年（平成18年）7月 - ツバキ・ピオニ株式会社と東京粧美堂を吸収合併し、グループ会社3社を統合[2]。
- 2008年（平成20年）}1月 - 会社名を「SHO-BI株式会社」に変更[2]。
- 2009年（平成21年） - JASDAQ市場に公開[2]。
- 2010年（平成22年）9月 - 東京証券取引所市場第二部に上場[2]。
- 2011年（平成23年）9月 - 東京証券取引所市場第一部銘柄に指定[2]。
- 2023年（令和5年）10月 - 東京証券取引所スタンダード市場に市場変更[4]。

## 事業所
- 東京本社 - 〒108-6023 - 東京都港区港南2-15-1 品川インターシティA棟23階
- 大阪本社 - 〒530-0047 - 大阪市北区西天満6-4-18